# Romantic Warrior
| 전문가 평가                          | 전문가 평가 |
| 평가 점수                            | 평가 점수   |
| 출처                                 | 점수        |
| ------------------------------------ | ----------- |
| AllMusic                             | [ 1 ]       |
| Christgau's Record Guide             | D+          |
| The Rolling Stone Jazz Record Guide  | [ 3 ]       |
| The Penguin Guide to Jazz Recordings | [ 4 ]       |
| Sputnikmusic                         | [ 5 ]       |

《Romantic Warrior》는 1976년 컬럼비아 레코드가 발매한 미국의 재즈 퓨전 밴드 리턴 투 포에버의 여섯 번째 스튜디오 음반이다. 1975년 폴리도르 레코드에서 네 번째 음반인 《No Mystery》를 발매한 후, 그룹은 컬럼비아 레코드로 이동했고 다음 음반을 녹음하기 위해 콜로라도주 네덜랜드 근처의 카리부 랜치로 후퇴했다. 이 음반은 "피처링 칙 코리아" 태그를 제거하면서, 리턴 투 포에버에만 기여한 첫 번째 음반이기도 하다. 이 음반은 《No Mystery》보다 더 전위적이고 덜 펑키하며, 미국에서 50만 장 이상이 판매된 밴드의 가장 많이 팔린 음반으로 남아 있다.

## 제작

### 녹음
《Romantic Warrior》는 1976년 2월 콜로라도주 네덜랜드 근처에 위치한 카리부 랜치에서 녹음되었다.

### 음악
칙 코리아는 가장 긴 곡을 작곡했고 다른 멤버들은 각각 한 곡을 작곡했다. 오프닝 곡인 〈Medieval Overture〉는 독특한 멜로디 모티브와 함께 음반의 나머지 부분의 분위기를 설정한다. 레니 화이트의 〈Sorceress〉는 펑키한 리프로 시작하며 코리아의 신시사이저로 구별된다. 타이틀곡인 〈The Romantic Warrior〉는 완전 어쿠스틱하다. 도입부가 길고 그 뒤에 하나의 리프로 구성된 짧은 주제가 이어진다. 화이트를 제외한 각 그룹 멤버들은 긴 솔로곡을 연주한다. 확장된 아웃로가 뒤따르며, 이 기간 동안 빠른 유니온 패턴이 들린다.
두 번째 측면에는 알 디 미올라의 노래인 〈Majestic Dance〉가 록 리프와 왜곡된 리드 기타 사운드에 의존하며 빠른 하프시코드 같은 신스 피규어가 특징이다. 스탠리 클라크의 〈The Magician〉은 복잡한 구성으로, 장난기 많은 멜로디와 빠른 통일된 대사가 특징이다. 이 음반의 마지막 트랙은 이 음반의 가장 긴 곡인 코리아의 〈Duel of the Jester and the Tyrant〉이다. 더 전통적인 멜로디를 주 테마로 하고 있지만, 이전 곡들의 스타일을 따르고 있다. 눈에 띄는 것은 코리아를 선보이는 강렬한 키보드 솔로다.
이 음반 이후에 코리아는 그룹의 시간이 끝났다고 결정했고 그는 클라크와 함께 새로운 리턴 투 포에버 라인업을 계속했다. 코리아는 이 음반을 사이언톨로지교의 설립자 L. 론 허버드에게 헌정했다.

## 곡 목록
| #  | 제목                     | 작곡        | 재생 시간 |
| -- | ------------------------ | ----------- | --------- |
| 1. | 〈Medieval Overture〉    | 칙 코리아   | 5:14      |
| 2. | 〈Sorceress〉            | 레니 화이트 | 7:34      |
| 3. | 〈The Romantic Warrior〉 | 코리아      | 10:52     |

| #  | 제목                                                   | 작곡          | 재생 시간 |
| -- | ------------------------------------------------------ | ------------- | --------- |
| 4. | 〈Majestic Dance〉                                     | 알 디 미올라  | 5:01      |
| 5. | 〈The Magician〉                                       | 스탠리 클라크 | 5:29      |
| 6. | 〈Duel of the Jester and the Tyrant (Parts I and II)〉 | 코리아        | 11:26     |